# BMW E46
E46 är BMW:s interna utvecklingsnamn på BMW 3-serien från 1998 till 2005. E46 ersatte E36 och ersattes av E90. Från årsmodell 2002 fick modellen ett uppdaterat utseende. Med denna uppdatering kom nya lampor, en bredare grill samt en ny stötfångare.
Modellen finns som 4-dörrars sedan, 5-dörrars kombi, 2-dörrars cabriolet, 2-dörrars coupé och 3-dörrars halvkombi med 4- och 6-cylindriga turbodiesel- och insprutningsmotorer, samtliga radmotorer.

## Motoralternativ

### Diesel
- 318d (från årsmodell 2002)
- 320d
- 330d (från årsmodell 2000)

### Bensin
- 316i
- 318i
- 320i
- 323i (till årsmodell 2000)
- 325i (från årsmodell 2001)
- 328i (till årsmodell 2000)
- 330i (från årsmodell 2001)
- M3